# Phyllophaga martinezi
Phyllophaga martinezi är en skalbaggsart som beskrevs av Frey 1975. Phyllophaga martinezi ingår i släktet Phyllophaga och familjen Melolonthidae. Inga underarter finns listade i Catalogue of Life.